# Setaria grisebachii
Setaria grisebachii är en gräsart som beskrevs av Eugène Pierre Nicolas Fournier. Setaria grisebachii ingår i släktet kolvhirser, och familjen gräs. Inga underarter finns listade i Catalogue of Life.